# Skinny Puppy
Skinny Puppy (Скі́нні Па́ппі, дослівно — худорляве цуценя) — культовий гурт із Канади, м. Ванкувер. Виконував музику в стилі електро-індастріал. 
Одні з апологетів новаторської музики Kraftwerk, інших колективів, що експериментували зі звуком. Музичні риси: багаторівнева глибина звучання, своєрідне використання клавішних, синтезаторів, драм-машин, перкусій, семплерів. Одні з перших використали MIDI, а також аналогові та цифрові апарати одночасно.

## 1980-ті роки
Творчість групи 1980-х років вирізнялась плідними експериментами, що наближали її до стилів ембієнт, даб і техно. Крім продюсування треків, їх цікавило відео, і вони зробили кілька відеокліпів, які, втім, не особливо пішли в ефірах музичних каналів США й Канади.
Кожен концерт цього колективу був концептуальним перфомансом, і хоча в цілому їхня популярність й успіх на сцені досить спірні, можна сміло визнати, що творчість команди зробилася неймовірно сильний вплив на музику в стилі індастріал.
На раннього періоду творчості відносяться такі релізи, як «Back and Forth», електропоп-платівка «Remission» (1984), диски «Bites» (1985), «Mind: The Perpetual Intercourse» (1986) та «Cleanse Fold and Manipulate» (1987)
Гурт приділяє увагу захисту прав тварин, а також іншим проблемам суспільства: насильство, СНІД.

## 1990-ті роки
1990 вийшов альбом «Too Dark Park», який вважається визначальною роботою в стилі «industrial dance».  Органічно сполучаються танцювальні ритми із твердим звуком індастріалу. Наступний реліз «Last Rights», зроблений 1992, більш інструментальний і скандальний (через історію з використанням семпла чужого голосу в одному із треків). Пізніше цю композицію просто виключили з альбому.
1993 гурт підписав контракт із лейблом American Recordings, з яким у Малібу записаний диск «The Process». Були заміни у складі: одного з учасників замінив Мартін Аткінс (Martin Atkins), а 1995  — Марк Волк.
Незабаром (через використання наркотиків членами групи) лейбл скоротив контракт із трьох альбомів на один. Невдовзі група розпалася.

## 2000 роки
2000 двоє з екс-команди виступили як Skinny Puppy на фестивалі Doomsday Festival у Дрездені, а також в рамках турне 2001 на підтримку сольного альбому одного з екс-членів групи.
2003 почали співробітничати з лейблом Tool з метою записати новий альбом «The Greater Wrong of the Right», що вийшов 25 травня 2004. В одному з живих виступів  використоали "антибушівські" гасла, що нібито стало причиною заборони шоу. 

## Дискографія

### Альбоми
- Back and Forth (1984)
- Bites (1985)
- Mind: The Perpetual Intercourse (1986)
- Cleanse Fold and Manipulate (1987)
- VIVIsectVI (1988)
- Rabies (1989)
- Too Dark Park (1990)
- Last Rights (1992)
- The Process (1996)
- Puppy Gristle (2002)
- The Greater Wrong of the Right (2004)
- Mythmaker (2007)
- HanDover (2011)
- Weapon (2013)

EP
- Remission (1984)
- Chainsaw (1987)

### Сингли
- "Dig It" (1986)
- "Stairs and Flowers" (1987)
- "Addiction" (1987)
- "Censor" (1988)
- "Testure" (1989)
- "Tin Omen" (1989)
- "Worlock" (1990)
- "Tormentor" (1990)
- "Spasmolytic" (1991)
- "Inquisition" (1992)
- "Love In Vein" (1992) невиданий
- "Candle" (1996) промо
- "Track 10" (2000) лімітований
- "Politikil" (2007) промо

Компіляції
- Bites and Remission (1987)
- Remission and Bites (1987)
- Twelve Inch Anthology (1990)
- Back and Forth Series 2 (1992)
- Brap: Back and Forth Series 3 & 4 (1996)
- remix dystemper (1998)
- The Singles Collect (1999)
- The B-Sides Collect (1999)
- Back and Forth Series 6 (2003)
- Back and Forth Series 7 (2007)

Концертні альбоми
- Ain't It Dead Yet? (1987)
- Doomsday: Back and Forth Series 5: Live in Dresden (2001)
- Live: Bootlegged, Broke And In Solvent Seas (2012)